# Лаулала, Непо
Непо Ети Лаулала (род. 6 ноября 1991 года) — новозеландский регбист. Игрок клуба Чифс и сборной Новой Зеландии по регби. Призёр Кубков мира года в составе Новой Зеландии.

## Карьера
Лаулала родился в Самоа, но уже в детском возрасте переехал в Новую Зеландию, где помимо среднего получил и регбийное образование.
Дебют во взрослом регби состоялся в 2011 году в составе команды Кентербери, а в 2013 году успешная игра Лаулалы была замечена боссами главной команды региона Кентербери Крусейдерс, в которой игрок дебютировал в матче против Чифс.
По совпадению именно в Чифс Лаулала и перешел спустя три года.
С 2015 года Лаулала стал привлекаться к тренировкам со сборной Новой Зеландии, в том году в рамках подготовки к Кубку мира 2015 она сыграл в трех матчах, однако в итоговую заявку на турнир не попал.
В начале сезона 2016 в одном из первых матчей за Чифс Лаулала получил травму колена и выбыл на длительный срок, вернувшись в команду лишь в следующем году.
В 2017 году Лаулала выходил в стартовом составе Чифс практически во всех матчах, в том числе в игре со сборной Британских и Ирландских львов, в которой Чифс уступили со счетом 6-34, но в сборной не играл до Регби Чемпионшип 2017, где заменил травмированного Оуэна Франкса в пяти матчах, в которых All Blacks одержали победы.
В игре Супер Регби против Блюз Лаулала сломал предплечье и, как предполагалось, выбыл на 8-12 недель, однако восстановление затянулось и Лаулала не смог сыграть ни в летних тестах, ни в Регби Чемпионшипе 2018. Вернулся в сборную Лаулала лишь к осенним тестовым матчам, выходя на замену в играх с Австралией, Англией и Италией.
В сезоне 2019 Супер Регби Лаулала сыграл в большинстве матчей за Чифс, но в игре 1/4 финала против Хагуарес, которую команда проиграла 16-21 остался на скамейке запасных. После поражения Новой Зеландии от Австралии 26-47 Лаулала заменил Оуэна Франкса во втором матче Кубка Бледислоу, который All Blacks выиграл 36-0.
Главный тренер сборной Новой Зеландии Стив Хансен вызвал Лаулала в состав All Blacks на Кубок мира 2019. На Кубке мира Лаулала выходил в стартовом составе в 5 из 6 игр турнира.